# Chameleon (Margaret Berger)
Chameleon è il primo album in studio della cantante norvegese Margaret Berger, pubblicato nel 2004.

## Tracce
1. Chameleon – 4:27
2. Lifetime Guarantee – 3:15
3. Mind Game – 4:41
4. Simple Mind – 3:01
5. Both Sides – 4:16
6. This Is Perfect – 3:49
7. Elephant – 5:40
8. Pleasure – 3:36
9. Main Offender – 3:52
10. Still – 4:37